# 多元日常生活
《多元日常生活》（又译作）是2019年电子角色扮演游戏，由DokiDoki Groove Works与《勇气默示录》及《歧路旅人》团队核心成员开发、史克威尔艾尼克斯发行，对应iOS平台。游戏后登录任天堂Switch、Windows、PlayStation 4、Android平台。
据Metacritic，游戏获得「褒贬不一或中庸」评价；据OpenCritic统计，游戏获得0%媒体推荐。